# Sumène (Gard)
Sumène település Franciaországban, Gard megyében. Lakosainak száma 1239 fő (2022. január 1.). Sumène Ganges, La Cadière-et-Cambo, Roquedur, Saint-André-de-Majencoules, Saint-Julien-de-la-Nef, Saint-Martial, Saint-Roman-de-Codières és Moulès-et-Baucels községekkel határos.

## Népesség
A település népességének változása:
| Lakosok száma | 1913 | 1613 | 1417 | 1509 | 1626 | 1570 | 1549 | 1388 | 1308 | 1239 |
|               | 1968 | 1982 | 1990 | 2006 | 2013 | 2015 | 2017 | 2019 | 2020 | 2022 |